# A54

A54 (Belgien)

A54 är en motorväg i Belgien som går mellan Nivelles och Charleroi.